# Liniker e os Caramelows
Liniker e os Caramelows est un groupe musical brésilien, originaire d'Araraquara. Il est composé de Liniker au chant, Rafael Barone à la basse, William Zaharanszki à la guitare, Périclès Zuanon à la batterie, Márcio Bortoloti à la trompette et Renata Essis sur chœurs. 

## Histoire
En 2015, Liniker rencontre des musiciens à Araraquara, São Paulo, et après une amitié et une affinité artistique entre eux, la chanteuse propose de former un groupe et de professionnaliser le rêve de vivre de la musique. Le groupe, nommé Liniker e os Caramelows, sort son premier EP le 15 octobre, Cru (pt), emballé par le premier single, Zero. Les vidéos avec l'interprétation des chansons du projet gagnent rapidement des millions de vues. Au cours de la tournée publicitaire de l'œuvre, le groupe réalise 80 concerts dans différentes parties du Brésil. Le 16 septembre 2016, le groupe publie son premier album intitulé Remonta (pt), enregistré avec l'aide de fans grâce à un financement collectif dans la plateforme Catarse. La campagne est un franc succès, faisant en sorte que le montant récolté dépasse l'objectif du projet. Liniker recherchait les mêmes éléments essentiels de leur EP pour l'album, abordant l'amour et les relations avec divers mélanges et références. Trois des chansons de l'album figuraient déjà sur le EP  L'album réverbère au niveau international, attirant l'attention des médias étrangers,,. 
Liniker e os Caramelows jouent en France en 2017 au Cabaret Sauvage, en 2018 à La Marbrerie pour le festival Banlieues Bleues, et retournent en 2019 pour le Paris Jazz Festival. 

## Discographie

### Albums studio
| Titre        | Détails                                                                               |
| ------------ | ------------------------------------------------------------------------------------- |
| Remonta      | - Sortie: 16 septembre 2016 - Formats: CD, téléchargement numérique - Label: Pomm_elo |
| Goela Abaixo | - Sortie: 22 mars 2019 - Formats: CD, téléchargement numérique - Label: Pomm_elo      |

## Membres

### Membres actuels
- Liniker – chant (depuis 2015)

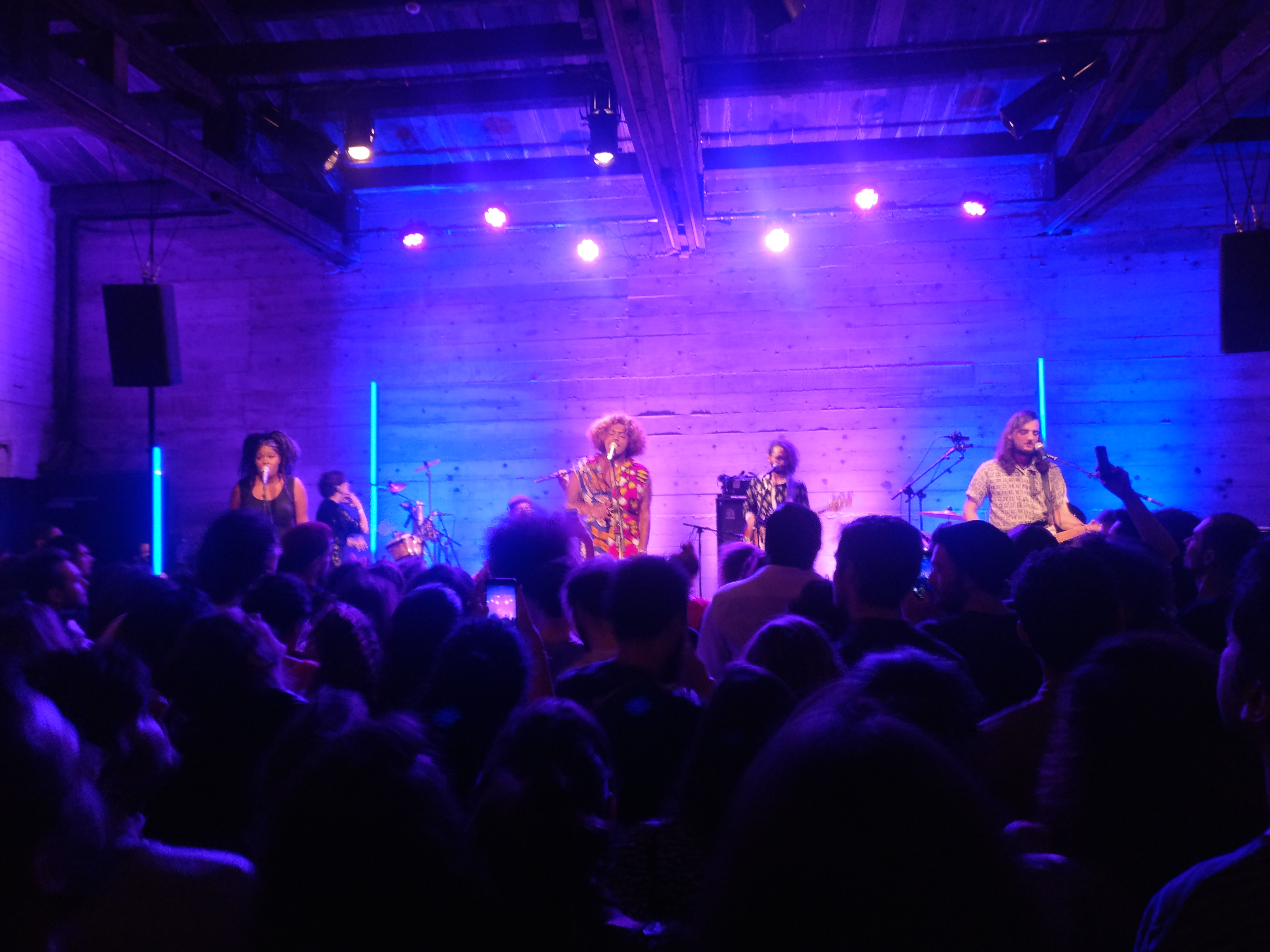
Liniker e os Caramelows dans le festival Banlieues Bleues 2018.

- Rafael Barone – basse (depuis 2015)
- William Zaharanszki – guitare (depuis 2015)
- Pericles Zuanon – batterie (depuis 2015)
- Márcio Bortoloti – trompette (depuis 2015)
- Renata Éssis – accompagnement vocal (depuis 2015)
- Marja Lenski – percussion (depuis 2016)
- Fernando TRZ – clavier (depuis 2016)
- Eder Araújo – saxophone (depuis 2016)

### Anciens membres
- Bárbara Rosa – chœurs (2015-2016)